# استانکوپروم
استانکوپروم (روسی: Станкопром) شرکت خدمات مهندسی و ماشین‌سازی روسی است، که در سال ۲۰۱۳ در راستای اجرای استراتژی صنعتی‌سازی جایگزین واردات در این کشور، تأسیس شد. دفتر مرکزی و کارخانجات شرکت استانکوپروم در شهر مسکو قرار دارد و از شرکت‌های زیرمجموعه گروه روستیخ محسوب می‌شود.